# 阿瑟·萨瑟恩
阿瑟·萨瑟恩（英語：Arthur Southern，1883年3月26日—1940年6月5日），英国男子竞技体操运动员。他曾获得1912年夏季奥运会体操比赛男子团体全能铜牌。他于1940年在斯旺納奇去世。